# سایوز تی‌ام‌ای-۱۵ام
سایوز-تی‌ام‌ای-۱۵ام (به روسی: Союз )(به معنای اتحاد) یک مأموریت سرنشین دار سازمان ملی فضانوردی روسیه به سمت ایستگاه فضایی بین‌المللی محسوب می‌شود.

همچنین فضاپیمای این مأموریت وظیفه ارسال و بازگرداندن تعدادی از فضانوردان گروه اعزامی ۴۲ و گروه اعزامی ۴۳ را نیز بر عهده داشت.

## خدمه مأموریت
| نام                 | ملیت                | تعداد پرواز | نقش عملیاتی | تصویر |
| آنتون شکاپلروف      | روسیه               | ۲           | فرمانده     |       |
| سامانتا کریستوفورتی | ایتالیا             | ۱           | مهندس پرواز |       |
| تری دبلیو. ویرتز    | ایالات متحده آمریکا | ۲           | مهندس پرواز |       |

## نگارخانه

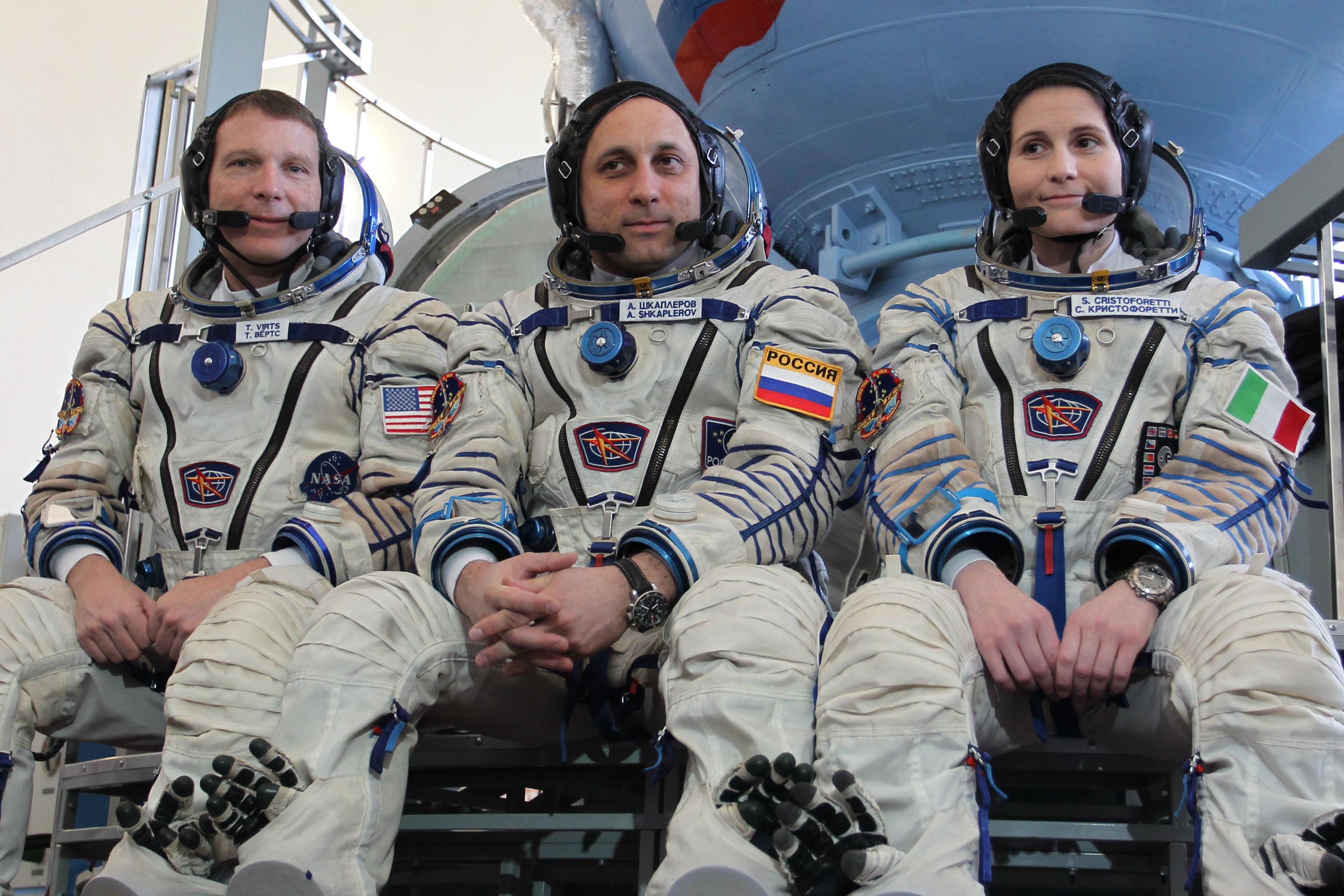
فضانوردان اصلی تی‌ام‌ای-۱۵ام
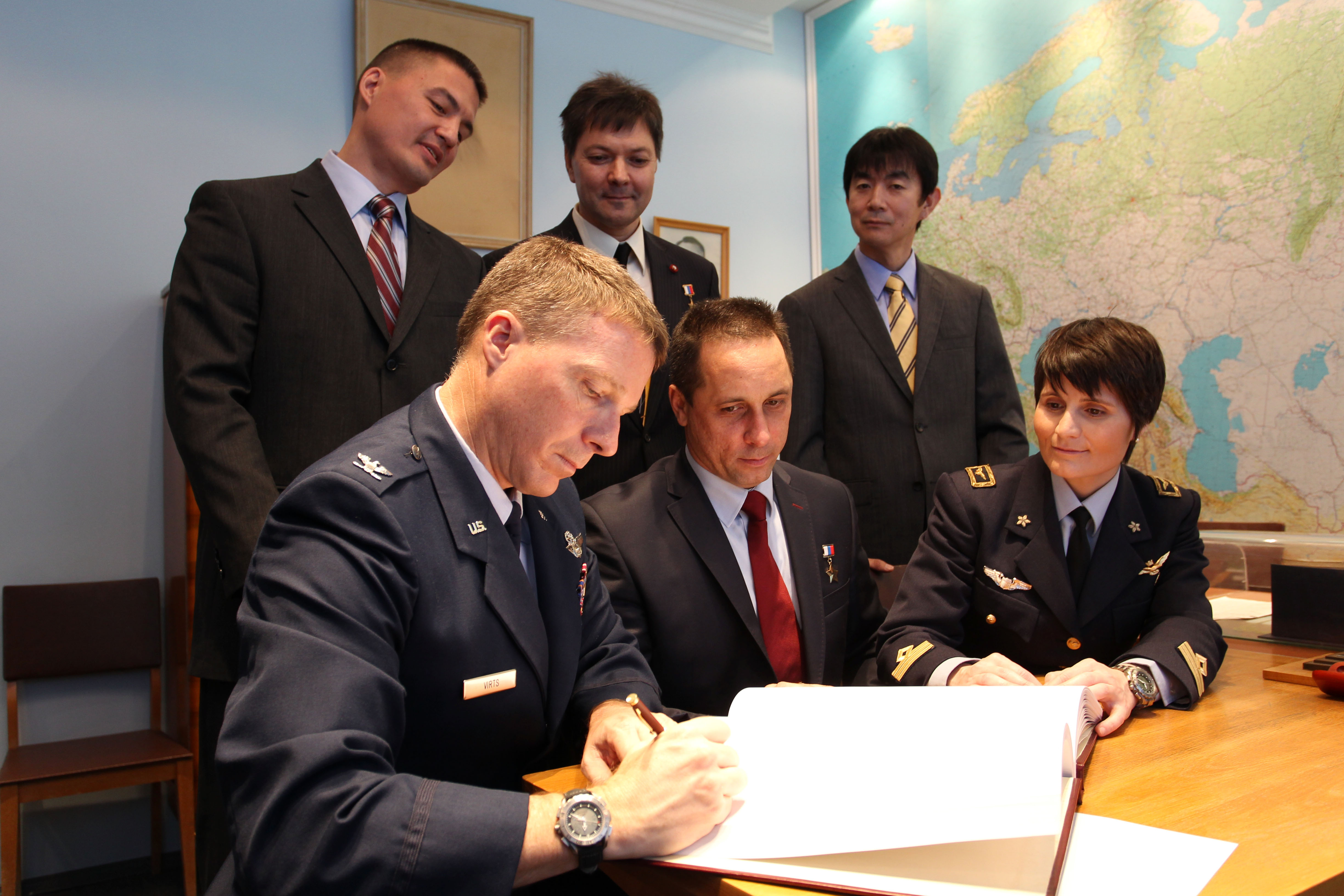
فضانوردان اصلی و پشتیبان تی‌ام‌ای-۱۵ام
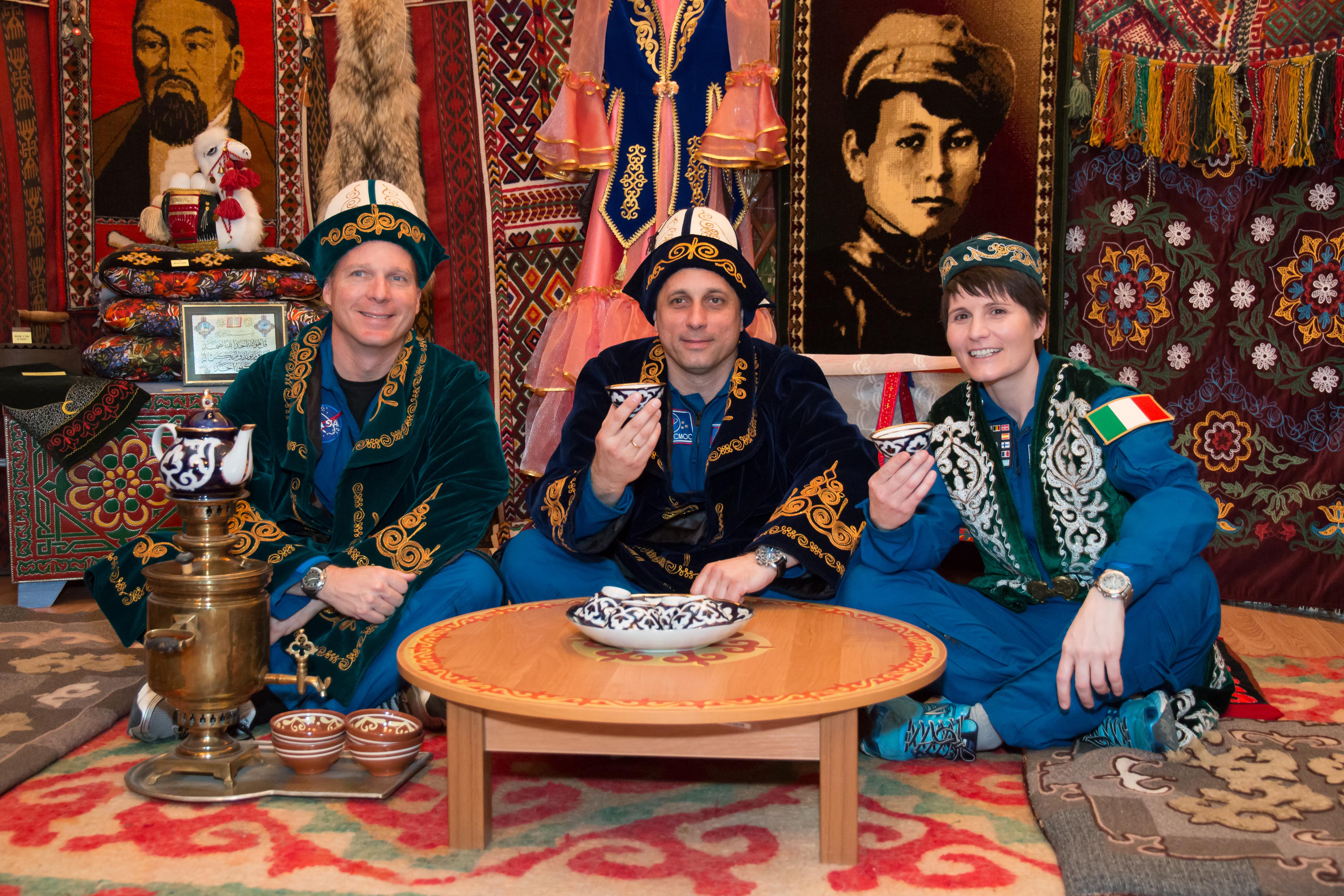
فضانوردان تی‌ام‌ای-۱۵ام در مراسمی سنتی به رسم قزاق‌ها
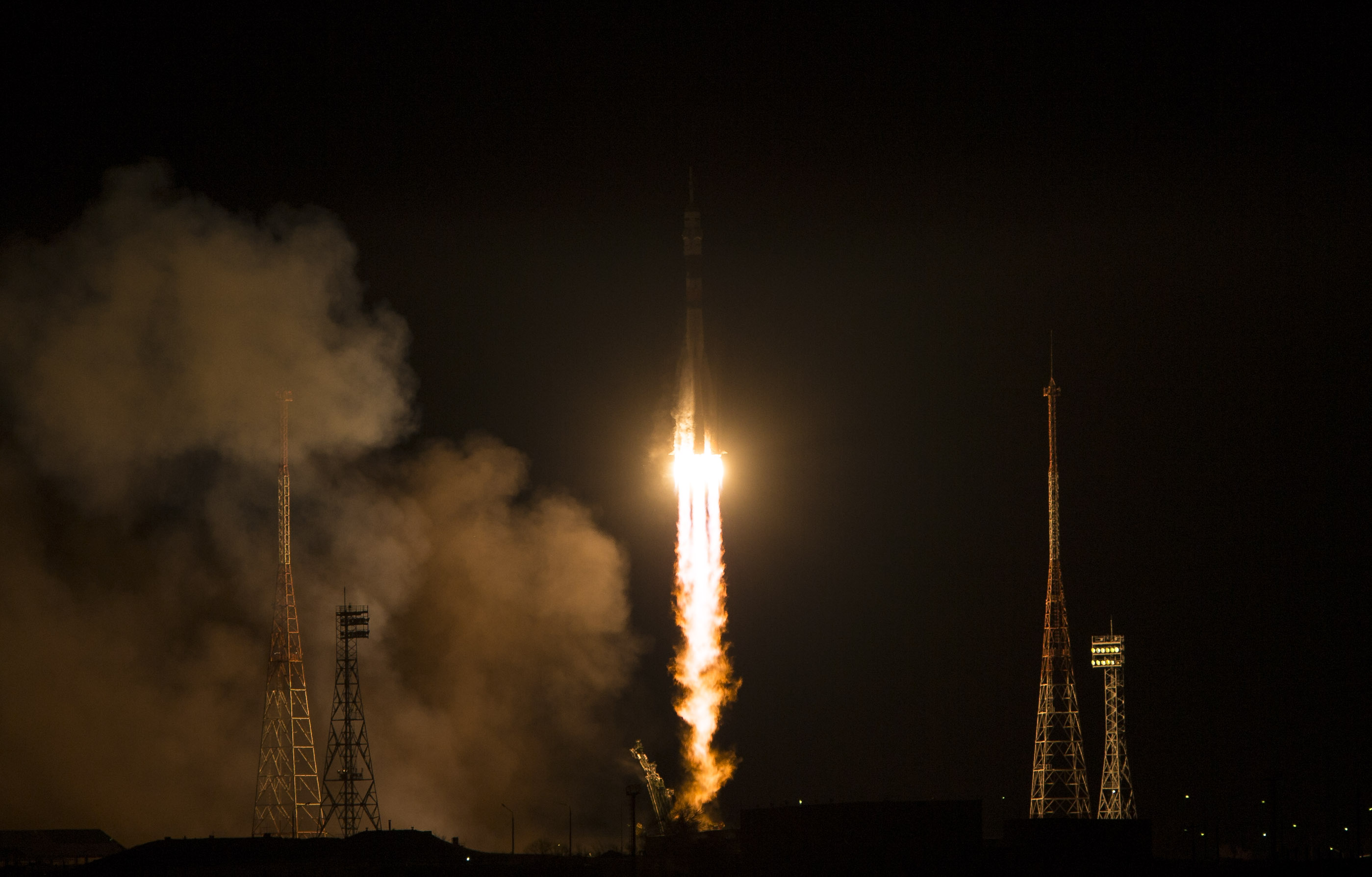
پرتاب تی‌ام‌ای-۱۵ام
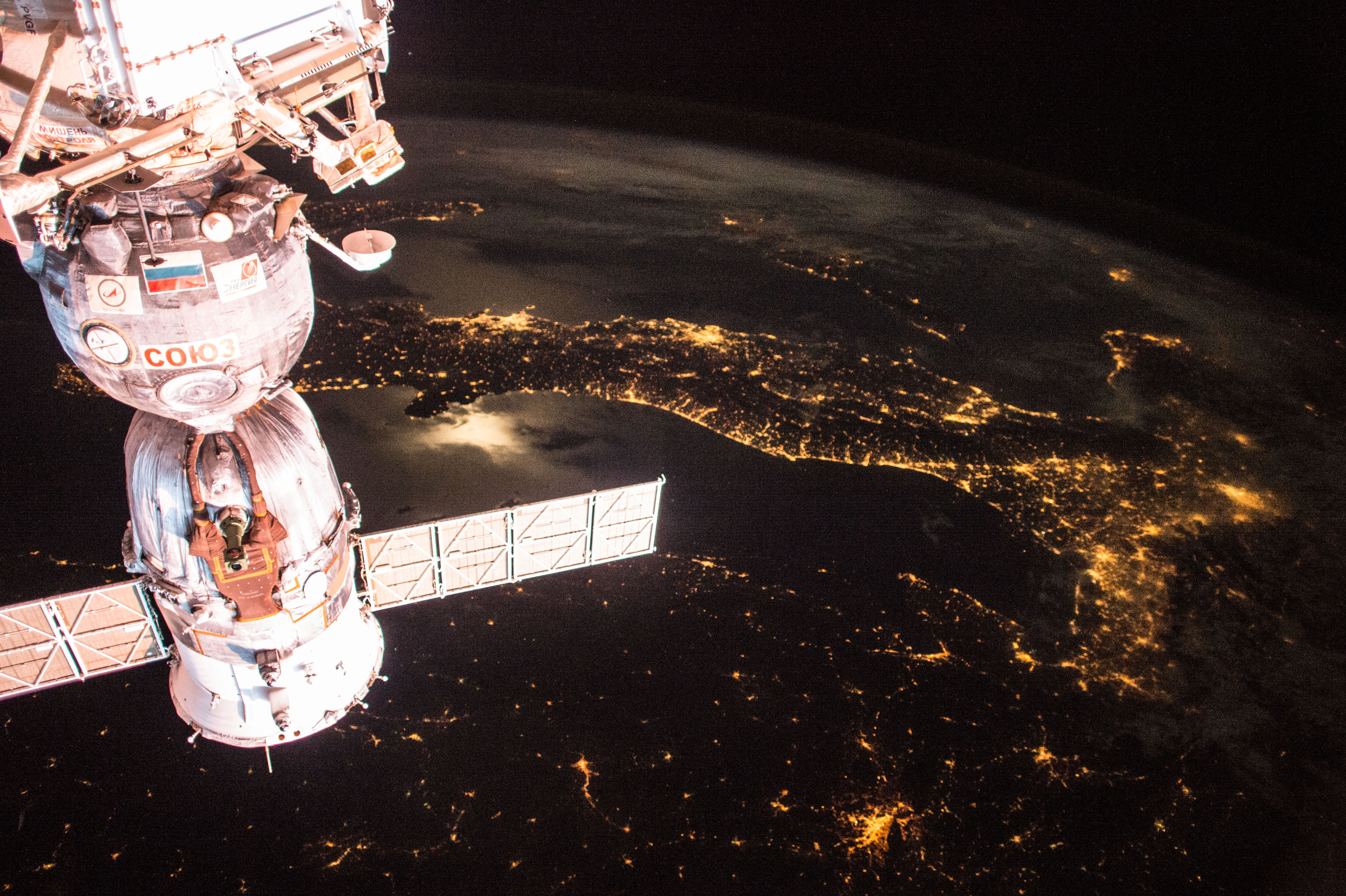
تی‌ام‌ای-۱۵ام متصل به ایستگاه
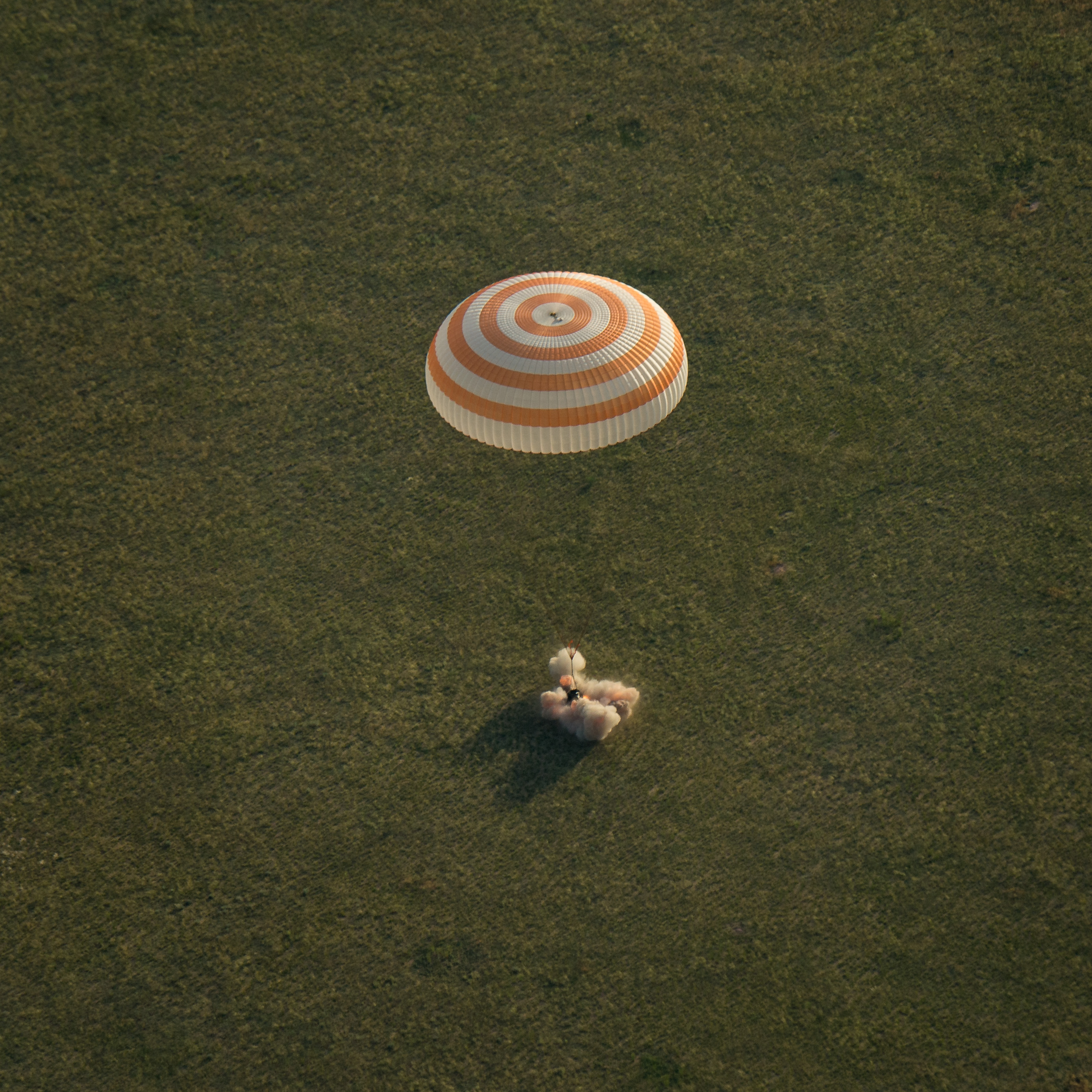
فرود تی‌ام‌ای-۱۵ام
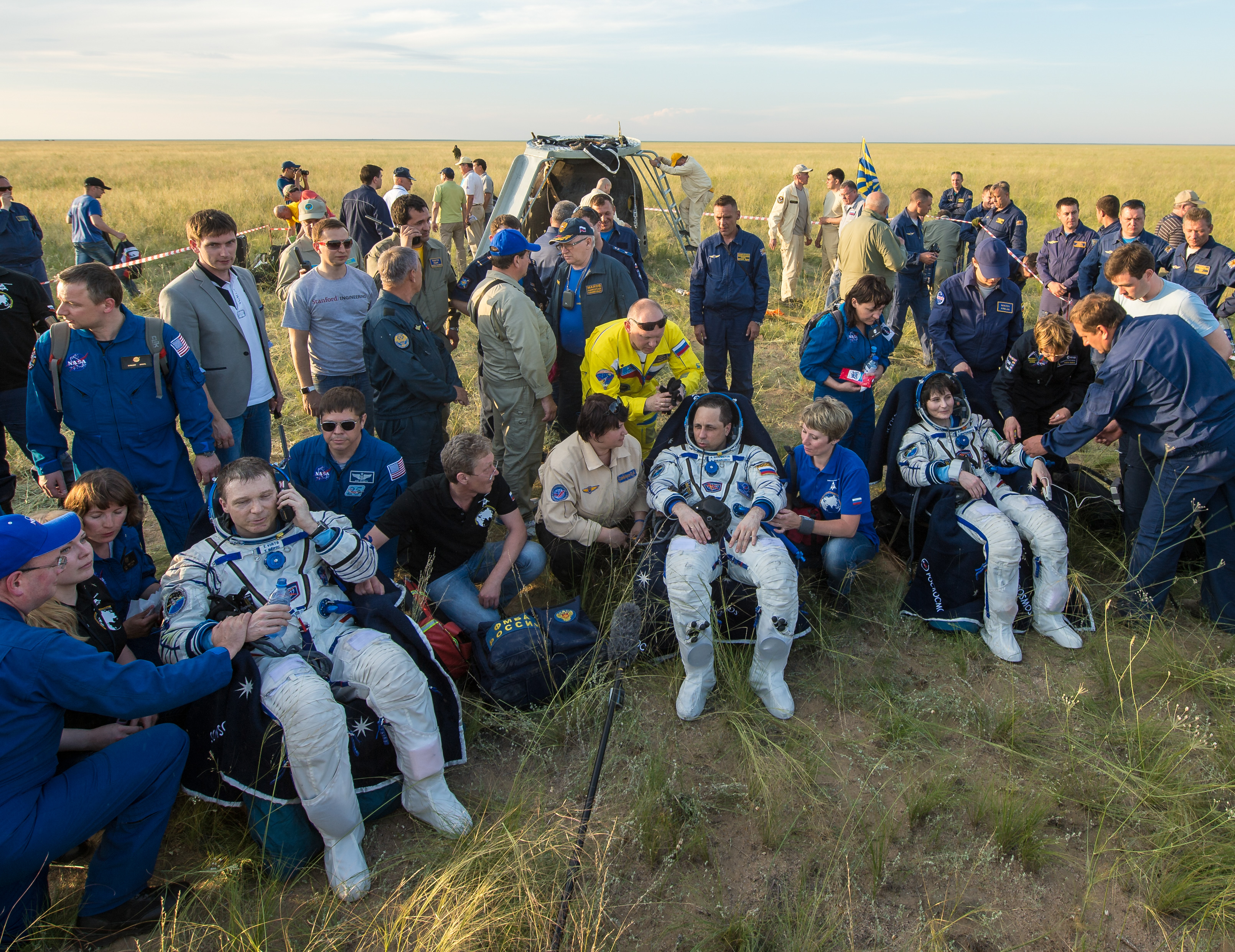
گروه اعزامی ۴۳ پس از فرود